# 2023年アジアフィギュア杯
2023年アジアフィギュア杯（英語: Asian Open Figure Skating Trophy 2023）は、2023年にタイで開催されたフィギュアスケートの国際競技会。

## 概要
2023年アジアフィギュア杯はフィギュアスケート競技会、アジアフィギュア杯における2023-2024年シーズン開催の、国際スケート連盟の2023-2024年シーズンイベントカレンダーに掲載された国際大会である。
シニア、ジュニア、アドバンスドノービス、それ以下のクラスの男女シングルとシニア、ジュニアクラスのペア競技が、2023年8月16日から19日にかけて、タイのバンコクにて行われる。